# 갑사 (사찰)
갑사(甲寺)는 충청남도 공주시 계룡면 중장리 계룡산 서쪽 기슭에 있는 절이다. 계룡 갑사라고도 불린다. 백제 27대 위덕왕 3년(556년)에 혜명대사가 중건하였다. 그 뒤에 의상이 도량을 설치하고 법당을 증수하여 그 규모가 커졌다. 경내에는 대적전, 부도, 철당간지주 등 보물과 군자대, 용문폭 등 비경이 있다. 동구 울창한 숲길은 여름에도 서늘한 감을 주며 계곡 사이 펼쳐지는 가을 단풍이 아름답기로 유명하다. 사보로는 천근 범종과 《월인천강지곡》 목각판 등이 있다.

## 연혁
백제 이래 풍한 불교문화의 본산이 되어왔던 계룡산의 여러 사찰중에서도 가장 풍부한 문화유적을 간직한 천년고찰로서 백제 구이신왕 원년(420) 아도화상이 창건하고, 갑사가 전국적으로 알려진 거찰로 발전한 것은 백제 멸망 후의 통일신라기의 일이었다. 위덕왕 3년(556) 혜명대사가 천불전 및 진광명전, 대광명전을 중건하였고 후에 신라의 의상대사는 당우 천여 칸을 중수하고 화엄대학지소를 창건하여 화엄종의 도량이 됨으로써 화엄종 10대 사찰의 하나로 번창하였다. 임진왜란 때는 영규대사를 중심으로 왜군에 항거하는 승병궐기의 거점이 되기도 했다.
갑사는 조선 선조 30년(1579) 정유재란 시 침입한 왜구들에 의하여 한꺼번에 소실되어 선조 37년(1604) 대웅전과 진해당 중건을 시작으로 재건되기 시작하여 오늘에 이르렀다.

## 공주 10경
공주문화원, 공주예총, 향토사학자, 언론인, 사진작가 등으로 구성된 공주 10경 선정위원회에서 선정한 공주 10경 후보지 15개소를 대상으로 설문조사를 실시한 결과 최종 선정된 공주 10경에 갑사가 선정되었다.

## 지정 문화재

### 국보
- 공주 갑사 삼신불괘불탱 : 국보 제298호

### 보물
- 공주 갑사 철당간 : 보물 제256호
- 공주 갑사 승탑 : 보물 제257호
- 공주 갑사 동종 : 보물 제478호
- 월인석보목판 : 보물 제582호
- 공주 갑사 석가여래삼세불도 및 복장유물 : 보물 제1651호

### 충청남도 유형문화재
- 공주 갑사 석조약사여래입상 : 충청남도 유형문화재 제50호
- 공주 갑사 석조보살입상 : 충청남도 유형문화재 제51호
- 공주 갑사 사적비 : 충청남도 유형문화재 제52호
- 공주 갑사 강당 : 충청남도 유형문화재 제95호
- 공주 갑사 대웅전 : 충청남도 유형문화재 제105호
- 공주 갑사 대적전 : 충청남도 유형문화재 제106호
- 공주 갑사 소조삼세불 : 충청남도 유형문화재 제165호
- 공주 갑사 삼세불도 : 충청남도 유형문화재 제189호
- 공주 갑사 내원암 : 충청남도 유형문화재 제211호
- 공주 갑사 대적전 목조아미타삼존불좌상 : 충청남도 유형문화재 제228호
- 공주 갑사 내원암 목조석가여래좌상 및 복장유물 : 충청남도 유형문화재 제229호
- 공주 갑사 대성암 목조보살좌상 : 충청남도 유형문화재 제230호

### 충청남도 문화재자료
- 공주 갑사 표충원 : 충청남도 문화재자료 제52호
- 공주 갑사 삼성각 : 충청남도 문화재자료 제53호
- 공주 갑사 팔상전 : 충청남도 문화재자료 제54호
- 공주 갑사 중사자암지 삼층석탑 : 충청남도 문화재자료 제55호
- 천진보탑 : 충청남도 문화재자료 제68호

## 같이 보기
- 갑천

## 참고 문헌
- 이 문서에는 다음커뮤니케이션(현 카카오)에서 GFDL 또는 CC-SA 라이선스로 배포한 글로벌 세계대백과사전의 내용을 기초로 작성된 글이 포함되어 있습니다.